# Echinogorgia reticulata
Echinogorgia reticulata är en korallart som först beskrevs av Eugen Johann Christoph Esper 1791. Echinogorgia reticulata ingår i släktet Echinogorgia, och familjen Plexauridae. Inga underarter finns listade i Catalogue of Life.